# Kostel svatého Jana Křtitele (Urbanov)

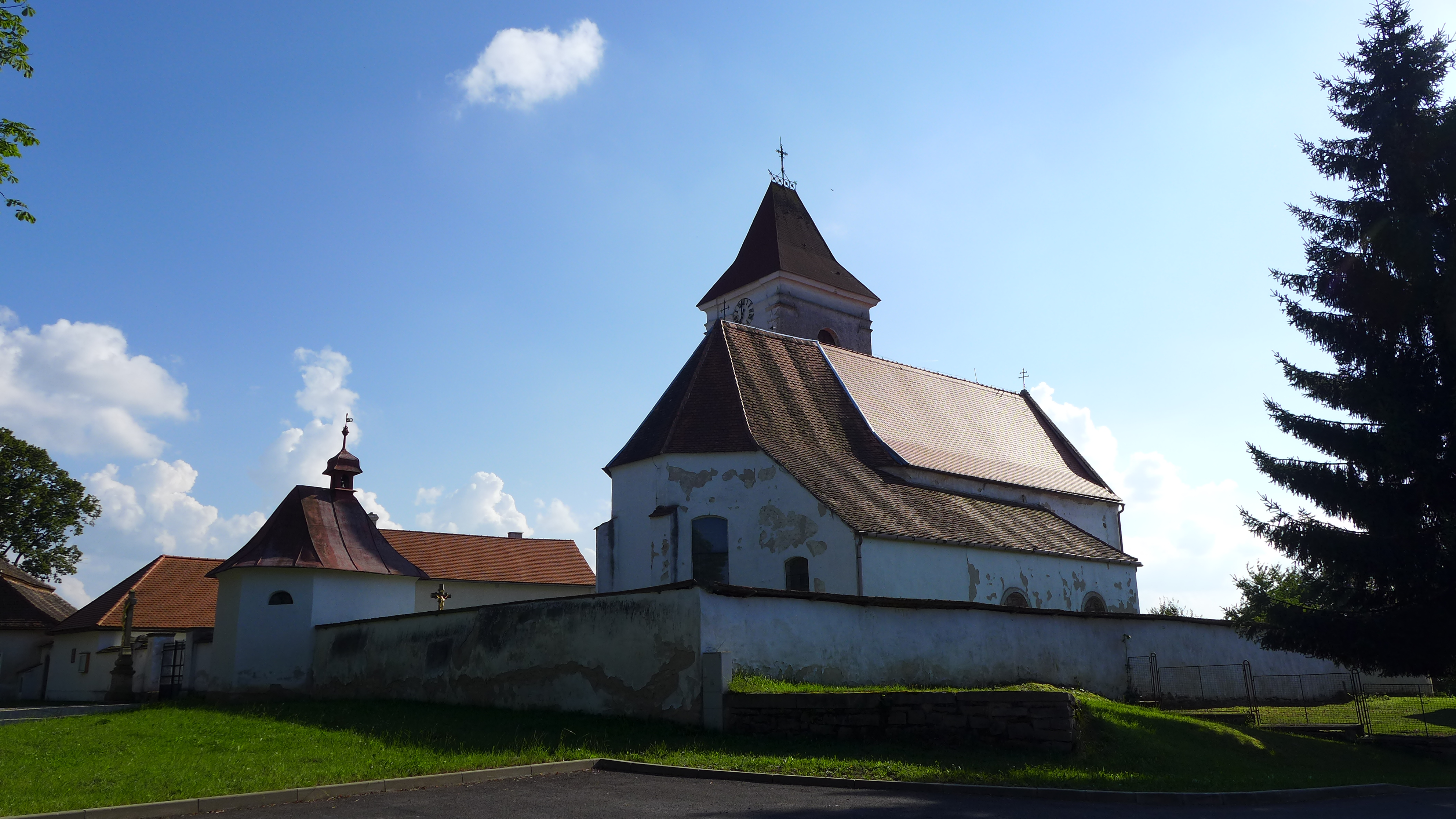
Areál kostela, v pozadí fara

Kostel svatého Jana Křtitele je farní kostel římskokatolické farnosti Urbanov. Stojí na návrší na severním okraji obce Urbanov asi 5 km severovýchodně od Telče. Jde o jednolodní slohově bohatou stavbu se středověkým jádrem s polygonálním závěrem a hranolovou věží. Kostel stojí uprostřed zrušeného hřbitovního areálu ohrazeného zdí s kapličkou svaté Barbory u vstupu na východní straně. Součásti hrazení je napojená budova fary na jižní straně. Kostel je chráněn jako kulturní památka České republiky.

## Historie
Kostel byl postaven snad někdy v první třetině 13. století zřejmě jako tribunový kostel panského sídla. Ke gotické přestavbě došlo v polovině 15. století, donátory stavby byli pánové z Hradce a během této přestavby byla postavena klenba tzv. Černé kaple. V roce 1527 byl kostel opět přestavěn, byl zrušen původní strop a postaven nový s dřevěnou konstrukcí. Další přestavba proběhla kolem první poloviny 17. století, kdy byla také přistavěna manýristická kaple. V roce 1704 postihl kostel požár, kdy shořela původní věž a byla postavena současná věž.
Mezi lety 1780 a 1788 došlo k přestavění kostela do současné barokní podoby, tehdy byla zaklenuta kostelní loď. V roce 1788 byl do kostela rovněž instalován dřevěný oltář, který navrhl Tobiáš Süssmayer, také k němu byl pořízen oltářní obraz od A. Steindla. V roce 1908 byl obraz odstraněn a nahrazen novým plátnem, to pak bylo znovu nahrazeno v roce 1968. Kolem roku 1788 byla vyrobena rokoková kazatelna od T. Süssmayera a také dva boční oltáře, autorem oltářních obrazů je Johann Pistauer, boční oltáře jsou zasvěceny svatému Prokopovi a svatému Mikuláši. Mezi lety 1972 a 1974 bylo upraveno okolí kostela, kdy před ním byl vytvořen park. V roce 2006 byla rekonstruována budova fary a v roce 2012 byly upraveny krovy a střecha kostela, byla opravena fasáda kostela a také byl kostel odvodněn.
V roce 1835 byl původní hřbitov zrušen a přesunut za obec.
V Urbanově se nachází údajně druhý nejstarší zvon na Moravě, pochází z 13. století.